# 向南林
向南林（1981年—），四川旺苍人，汉族，中华人民共和国政治人物、第十二届全国人民代表大会解放军代表。
毕业于石家庄机械化步兵学院步兵指挥专业。加入中国共产党。担任沈阳军区某高炮团修理连情报指挥技师、雷达维修班班长。2008年起担任全国人大代表。2013年，担任全国人大代表。